# Kleine knotssprietkever
De kleine knotssprietkever (Claviger testaceus) is een insect uit de familie kortschildkevers (Staphylinidae), onderfamilie Pselaphinae.

## Algemeen
De kleine knotssprietkever is bruingeel, blind en door zijn korte dekschilden, net als andere kortschildkevers, niet onmiddellijk herkenbaar als kever. 

## Levenswijze
De kever leeft ondergronds in de nesten van weidemieren, vooral die van de gele weidemier. Normaal zouden deze mieren een kever meteen aanvallen en opeten, maar de kleine knotssprietkever heeft behaarde klieren waarmee hij een stofje afscheidt dat mieren ertoe beweegt voedsel en verteringssappen uit te braken, die gretig door de kever verorberd worden. Maar ook prooien worden met de kever gedeeld als hij daarom bedelt. Daarnaast eten ze miereneieren, larven en poppen. Het lichaam van de kleine knotssprietkevers is klein en stevig, waarmee het beter tegen de kaken van hun gastheren bestand is. De kevers kunnen niet vliegen, maar worden getransporteerd door werksters van weidemieren. Om zich nog verder te verspreiden liften ze zelfs als passagier met uitzwermende koninginnen mee. 

## Voorkomen
De kleine knotssprietkever is door zijn levenswijze (ondergronds in mierennesten) moeilijk te vinden, dus mogelijk is een deel van zijn verspreiding niet goed bekend. In Nederland zijn alleen waarnemingen uit Zuid-Limburg bekend, in België alleen uit Wallonië.